# Патрік Івоссо
Патрік Івоссо (фр. Patrik Iwosso, 5 лютого 1982) — конголезький футболіст, захисник.

## Клубна кар'єра
Почав професійну кар'єру на батьківщині в Республіці Конго. З 2001 року по 2003 рік виступав за «Інтер» з Браззавіля і зіграв в чемпіонаті Конго 34 матчі і відзначився 1 голом. Влітку 2003 року підписав контракт з клубом «АмаЗулу» з міста Дурбан. У сезоні 2003/04 років «АмаЗулу» посів останнє 16-те місце в чемпіонаті ПАР і вилетів у перший дивізіон. Всього за клуб він провів 39 ігор.
Пізніше Івоссо грав за французький клуб «Туар Фоот 79». Також кілька місяців Патрік знаходився в складі клубу «Монпельє», проте за клуб він так і не зіграв.
У жовтні 2006 року був заявлений за луганську «Зорю», підписавши контракт строком на один рік. Івоссо в «Зорі» отримав 47-ий номер. У команді тоді грало безліч легіонерів. 13 жовтня 2006 року дебютував у чемпіонаті України у виїзному матчі проти донецького «Металурга» (3:2). Головний тренер «Зорі» Володимир Безсонов довірив Івоссо відіграти всю гру, хоча після закінчення поєдинку він сказав що, з поставленим завданням і своїми прямими обов'язками він справився, але в цілому гру команди не підсилив. 5 листопада 2006 року «Зоря» здобула першу перемогу в сезоні 2006/07 років у домашньому матчі з сімферопольською «Таврією» (1:0). Після завершення гри він разом з одноклубниками і старшим тренером команди Юрієм Малигіним виконав танець.
У складі «Зорі» він провів менше півроку і став основним гравцем, виступаючи на позиції правого захисника. Івоссо став одним з улюбленців місцевих уболівальників, до того ж він отримав прізвиська - Вася і Максимка. Всього за клуб він зіграв 7 матчів, в яких відіграв повні 90 хвилин і отримав 1 жовту картку (в матчі з «Ворсклою»). Після того, як «Зорю» очолив Олександр Косевич він разом з командою побував на зборах, але в підсумку був переведений в дубль і незабаром покинув клуб.
З 2008 року по 2010 рік виступав за «Венісьє» в аматорському чемпіонат Франції 2.

## Кар'єра в збірній
У 2001 році провів 5 матчів за національну збірну Конго.

## Особисте життя
Крім нього, у його батьків є ще три доньки. За віросповіданням - християнин.